# Heterocompsa
Heterocompsa es un género de escarabajos longicornios de la tribu Tropidini. Fue descrito por Ubirajara Ribeiro Martins en 1965.

## Especies
- Heterocompsa aquilonia Giesbert, 1998
- Heterocompsa eburata Martins, 1970
- Heterocompsa formosa (Martins, 1962)
- Heterocompsa geniculata (Thomson, 1865)
- Heterocompsa nigripes (Martins, 1962)
- Heterocompsa seabrai (Martins, 1962)
- Heterocompsa stellae (Martins, 1962)
- Heterocompsa truncaticornis (Martins, 1960)